# Jegia Javruján
Jegia Javruján (örményül: Եղիա Յավրույան ; Rosztov-na-Donu, 1981. október 18. –) egy oroszországi születésű örmény labdarúgó.

## Sikerei, díjai
Hapoel Petah Tikva F.C.:
- Izraeli Totó-kupa: 2004-05

MK Hapóél Tel-Aviv:
- Izrael Állami-kupa: 2005-06

Makkabi Tel-Aviv:
- Izraeli Totó-kupa: 2008-09

## Mérkőzései az örmény válogatottban
| #  | Dátum               | Ellenfél               | Eredmény | Kiírás              | Esemény |
| -- | ------------------- | ---------------------- | -------- | ------------------- | ------- |
| 1. | 2009. augusztus 12. | Moldova                | 1 – 4    | barátságos mérkőzés | 58'     |
| 2. | 2009. szeptember 5. | Bosznia és Hercegovina | 0 – 2    | Vb-selejtező        | 46'     |
| 3. | 2009. szeptember 9. | Belgium                | 2 – 1    | Vb-selejtező        | 32'     |
| 4. | 2010. március 3.    | Fehéroroszország       | 1 – 3    | barátságos mérkőzés | 78'     |